# Palos Blancos (Alto Beni)
Palos Blancos ist eine Landstadt im Departamento La Paz im südamerikanischen Anden-Staat Bolivien.

## Lage im Nahraum
Palos Blancos ist der zentrale Ort des Municipios Palos Blancos in der Provinz Sud Yungas und liegt an der Vereinigung des Río Boopi und Río Cotacajes zum Río Alto Beni, dem Oberlauf des Río Beni.

## Geographie
Palos Blancos liegt in den bolivianischen Yungas auf einer mittleren Höhe von 450 m östlich der Anden-Gebirgskette der Cordillera Real.
Die mittlere Durchschnittstemperatur der Region liegt bei etwa 28 °C, der Jahresniederschlag beträgt fast 1600 mm (siehe Klimadiagramm Palos Blancos). Die Region weist ein ausgeprägtes Tageszeitenklima auf, die Monatsdurchschnittstemperaturen schwanken im Jahresverlauf nur unwesentlich zwischen 25 °C im Juni/Juli und 29 °C im November/Dezember. Die Monatsniederschläge liegen unter 100 mm von Mai bis September und erreichen Werte von mehr als 200 mm von Dezember bis Februar.

## Verkehrsnetz
Palos Blancos liegt in einer Entfernung von 239 Straßenkilometern nordöstlich von La Paz, der Hauptstadt des gleichnamigen Departamentos.
Von La Paz führt die Nationalstraße Ruta 3 über Coroico und Caranavi in nordöstlicher Richtung bis zur Brücke über den Río Beni, von dort fünfzehn Kilometer weiter flussaufwärts bis Palos Blancos. Die Ruta 3 erreicht im weiteren Verlauf nach 372 Kilometern bei Trinidad den Río Mamoré.

## Bevölkerung
Die Einwohnerzahl des Ortes ist in den vergangenen beiden Jahrzehnten auf etwa das Doppelte angestiegen:
| Jahr | Einwohner | Quelle       |
| ---- | --------- | ------------ |
| 1992 | 1 944     | Volkszählung |
| 2001 | 2 961     | Volkszählung |
| 2012 | 5 478     | Volkszählung |
| 2024 |           | Volkszählung |